# 汉斯·格罗多茨基
汉斯·格罗多茨基（德語：Hans Grodotzki，1936年4月4日—），德国男子田径运动员。他曾代表德国联队参加1960年夏季奥林匹克运动会田径比赛，获得男子5000米和10000米银牌。